# 2010年冬季奥林匹克运动会爱沙尼亚代表团
2010年冬季奧林匹克運動會愛沙尼亞代表團是愛沙尼亞所派出的2010年冬季奧林匹克運動會代表團。代表团共派出30名运动员参加4个大项。最终代表团获得一枚银牌，来自于越野滑雪运动员克里斯季娜·什米贡-韦希。

## 外部連結
- EOK – Vancouver 2010 （愛沙尼亞語）